# ساساکی کوجیرو
ساساکی کوجیرو (به ژاپنی: 佐々木 小次郎 Sasaki Kojirō)، ساساکی گانریو ؛(تولد ۱۵۸۵ – ۱۳ آوریل ۱۶۱۲ (سن ۲۷)) یک سامورایی و شمشیرزن اهل ژاپن در دوره سنگوکو و اوایل دوره ادو بود. کوجیرو در زبان ژاپنی به معنای شمشیرزن است .